# Achilles a želva

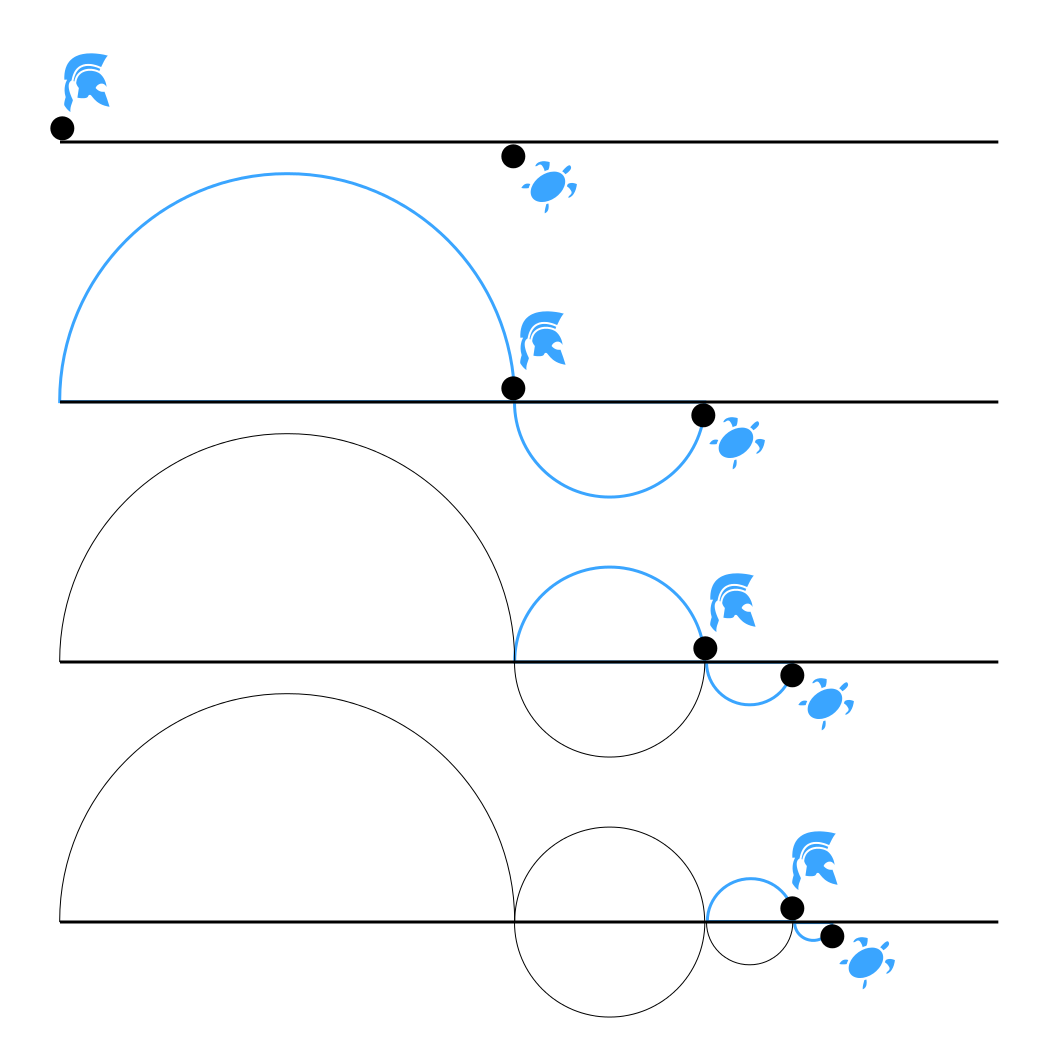
Paradox Achilles a želva

Achilles a želva je starověký paradox, kterým prý Zénón z Eleje dokazoval nemožnost pohybu. Achilles – nejrychlejší běžec – nikdy nedohoní želvu, která je o kus před ním. V okamžiku, kdy totiž doběhne na původní místo želvy, želva se posunula o malý kousek dál. Když Achilles uběhne tento kousek, je želva zase o kousek dál a tak až do nekonečna. Jeho pohyb lze tedy popsat jako nekonečnou řadu stále kratších úseček, což pro starší řecké filozofy představovalo nepřekonatelný paradox.
Paradox reprodukuje Aristotelés ve své Fyzice a ukazuje, v čem je mylný. Chyba úvahy tkví v tom, že i součet nekonečné řady může být konečný, pokud se její členy dostatečně rychle zmenšují. Tak je tomu i v tomto případě. Zenónova úvaha je nicméně jednou z prvních ukázek uvažování, které vedlo k vynálezu infinitesimálního počtu.